# Anton Leikert
Anton Leikert (* 21. Februar 1835 in Koblenz-Horchheim; † 14. Juni 1896 in Oberlahnstein) war ein deutscher Bauunternehmer und Mitglied des Provinziallandtages der Provinz Hessen-Nassau.

## Leben
Anton Leikert wurde als Sohn des Bauunternehmers Johann Josef Leikert (1808–1847) und dessen Ehefrau Anna Maria Sutter (1811–1838) geboren, erlernte wie sein Vater das Bauhandwerk und wurde später Geschäftsführer eines  Bauunternehmens. Als Mitinhaber des Baugeschäftes Gebr. Leikert war 1886/1887 an der Errichtung des neuen Rathauses in Oberlahnstein beteiligt.
Kommunalpolitisch engagiert, war er von 1871 bis 1981 Mitglied des Gemeinderates in Oberlahnstein und 1886 stellvertretender Bürgermeister des Ortes. Daneben hatte er einen Sitz im Kreistag des Kreises Sankt Goarshausen und gehörte dem Bezirksausschuss für den Regierungsbezirk Wiesbaden an.
Von 1886 bis 1895 hatte er ein Mandat für den Nassauischen Kommunallandtag für den Regierungsbezirk Wiesbaden  bzw. für den Provinziallandtag der Provinz Hessen-Nassau, wo er sich als Vertreter des Kreises St. Goarshausen besonders für den Ausbau des Lahnkanals eingesetzt hat.